# Shivaphis catalpinari
Shivaphis catalpinari är en insektsart. Shivaphis catalpinari ingår i släktet Shivaphis och familjen långrörsbladlöss. Inga underarter finns listade i Catalogue of Life.